# Galería de Arte Nacional de Bulgaria

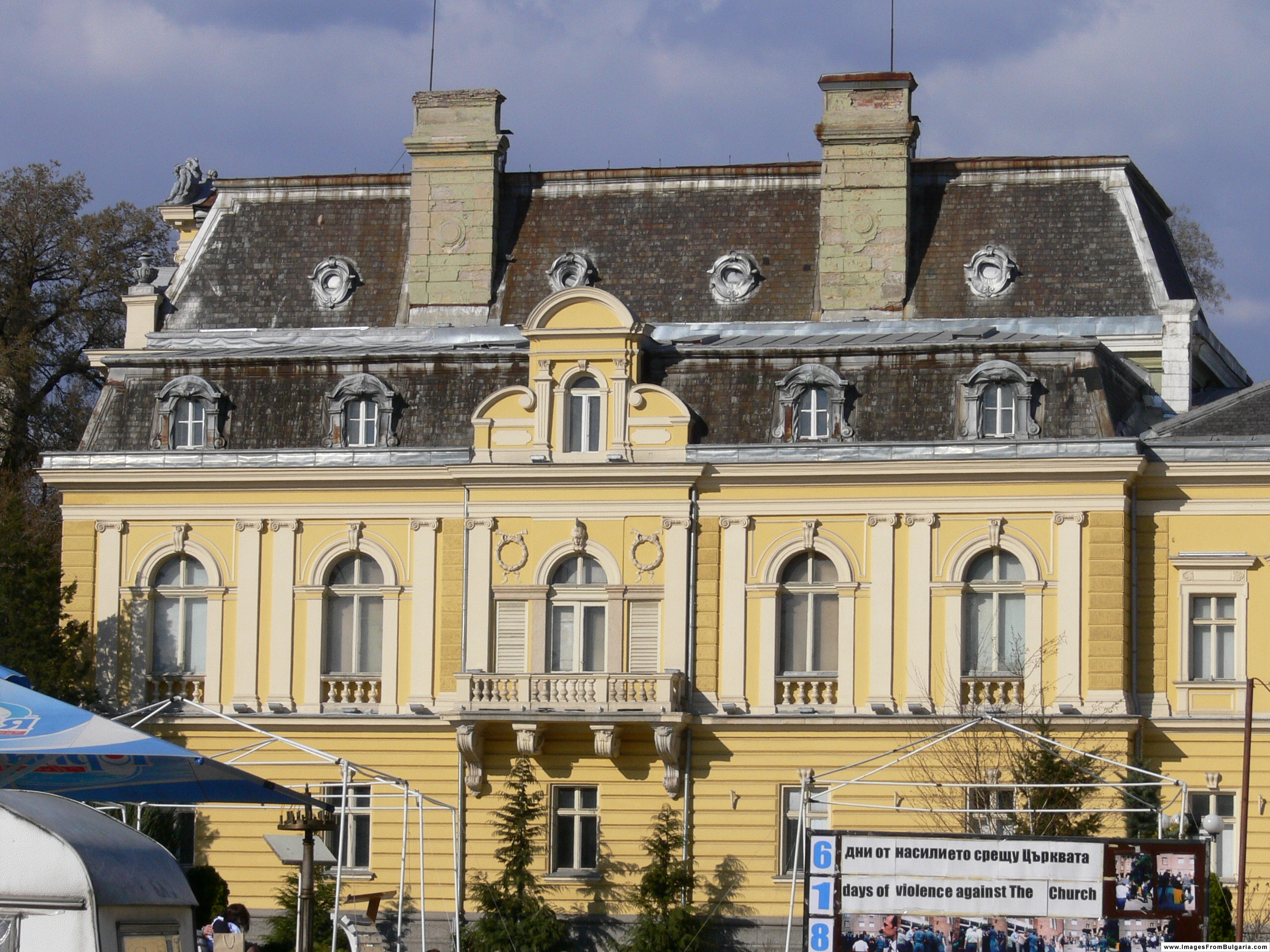
Vista de cercana del edificio.

La Galería de Arte Nacional (en búlgaro: Национална художествена галерия, Natsionalna hudozhestvena galeriya) es el principal museo de arte de Bulgaria conteniendo una colección de alrededor de 50.000 piezas de arte búlgaro. El museo está situado en la plaza de Battenberg en Sofía, ocupando el antiguo palacio real de la monarquía búlgara. El museo fue establecido en 1934 y trasladado al palacio en 1946 tras la abolición de la monarquía.

## Edificio
El palacio real de Sofía es un típico ejemplo de arquitectura del segundo imperio con connotaciones chateauesque. El edificio fue construido en dos fases, la primera entre 1880 y 1882 durante el reinado del Knyaz Alejandro I de Battenberg cuando arquitectos astro-húngaros bajo la supervisión de Viktor Rumpelmayer trabajaron en el edificio. Esta fase del palacio fue finalmente inaugurada el 26 de diciembre de 1882 constituyendo la parte más representativa del palacio, que abarca la zona administrativa situada en la planta baja, por encima los salones de baile y la tercera planta para el servicio. En la segunda etapa, durante el reinado del Knyaz (más tarde zar) Fernando, se construyó el ala este del palacio bajo la supervisión del arquitecto vienés Friedrich Grünanger que incorpora elementos del neobarroco vienés. En esta zona se encontraban los apartamentos de la familia real.

## Exposición

### Arte antiguo búlgaro
La exposición de arte antiguo e iconostasios se encuentra situada en la cripta de la Catedral de Alexander Nevsky, en ella se exponen más de doscientas piezas que repasan las principales etapas de la iconografía búlgara desde el siglo X hasta el siglo XIX.

### Galería
En la galería se exponen trabajos de artistas búlgaros tales como Zahari Zograf, Nikola Tanev, Boris Denev, Christo Tsokev, Vassil Stoilov, etc.